# Rafael Gordillo Vázquez
Rafael Gordillo Vázquez(Almendralejo, Extremadura, 24 de febrer de 1957) és un exfutbolista del Real Betis Balompié i Reial Madrid Club de Futbol. Va ser internacional amb la selecció espanyola. Actualment, és el president de la fundació del Real Betis Balompié.
Nascut el 24 de febrer de 1957 a Almendralejo, província de Badajoz (Extremadura), que va militar en les files del Real Betis Balompié i del Reial Madrid CF als anys 1980, tornant al Betis i retirant-se en l'Écija Balompié. Carriler esquerre de gran recorregut, enorme entrega i domini de la seva cama esquerra.
El 30 de maig de 2014 fou guardonat amb la medalla d'or de la ciutat de Sevilla, per la seva contribució al foment de l'esport.